# Сильва, Клаудия
Клаудия Си́льва Само́ра (исп. Claudia Silva Zamora; род. 9 октября 1972, Мехико, Мексика) — известная мексиканская актриса, писательница и телеведущая.

## Биография
Родилась 9 октября 1972 года в Мехико. После окончания средней школы поступила во Франко-Испанский колледж, затем в колледж Lasalle, затем в ITAM, где она училась на менеджера. Ей пришлось оставить учёбу из-за того, что в процессе учёбы в ITAM, она принимала участие в институтских спектаклях и твёрдо решила стать актрисой. В творчестве была замечена с самого раннего детства — участвовала в детском конкурсе, чуть позже сыграла свою звёздную театральную роль Венди из спектакля Питер Пэн. В мексиканском кинематографе дебютировала в 1992 году и с тех пор снялась в 24 работах в кино и телесериалах. Телесериалы Привилегия любить, Живу ради Елены, За один поцелуй, Страсти по Саломее и Наперекор судьбе оказались наиболее популярными телесериалами в карьере актрисы, ибо они были проданы во многие страны мира и актриса вышла на мировой уровень. В 1995 году была номинирована на премию TVyNovelas, однако она проиграла.

## Фильмография

### Мексика

#### Телесериалы

##### Свыше 2-х сезонов
- 1985-2007 — Женщина, случаи из реальной жизни (17 сезонов; снялась в 1996 и 2002 годах в двух сезонах)
- 2008-н. в. — Роза Гваделупе (6 сезонов) — Полетт.
- 2011-н. в. — Как говорится (6 сезонов) — Рехина.

##### Televisa
- 1992 — Волшебная молодость — Мерлина.
- 1994 — Начать сначала — Сандра «Санди».
- 1996 — Виновность — Ивонн.
- 1998 — Живу ради Елены — Химена.
- 1998-99 — Привилегия любить — Лурдес Галиндо.
- 1999 — Мятежная душа — Амада.
- 2000 — Всегда буду любить тебя — Лусия.
- 2000-01 — За один поцелуй
- 2001-02 — Страсти по Саломее — Ева.
- 2003 — Фата невесты — Вирхиния Валле.
- 2005 — Наперекор судьбе — Хиллари.
- 2009 — Море любви — Инес Ломбардо.
- 2009-10 — Хамелеоны — секретарша Аугусто.
- 2011 — Не с тобой, не без тебя — Джина.
- 2012-13 — Потому что любовь решает всё
- 2013 — Новая жизнь

### США

#### Фильмы
- 1996 — Замена

## Радио

### Радиосериалы
- Стреляет Марго, стреляет

## В качестве писательницы
- Дневник хорошей девочки

## Театральные работы
- Питер Пэн — Венди.